# Gerhard Vogeley
Gerhard Vogeley (* 19. August 1925 in Hannover; † 28. September 2000 in Pforzheim) war ein deutscher Ruderer.

## Biografie
Gerhard Vogeley konnte während seiner Ruderkarriere insgesamt 5 Deutsche Meistertitel gewinnen. Davon vier mit dem Vierer mit Steuermann (1949, 1950, 1951 und 1952) und einen mit dem Vierer ohne Steuermann (1951).
Des Weiteren nahm Vogeley bei den Olympischen Sommerspielen 1952 in Helsinki zusammen mit Heinz Beyer, Klaus Schulze, Günter Twiesselmann und Hans-Joachim Wiemken in der Regatta mit dem Vierer mit Steuermann teil. Das Boot schied jedoch im Hoffnungslauf aus und wurde Fünfzehnter.